# Yoshino (1892)
Yoshino (jap. 吉野) – krążownik pancernopokładowy japońskiej marynarki wojennej z przełomu XIX i XX wieków, zbudowany w Wielkiej Brytanii. Jedyny okręt swojego typu. Służył aktywnie podczas wojny chińsko-japońskiej oraz wojny japońsko-rosyjskiej, podczas której został utracony w 1904 w kolizji.

## Historia
Krążownik pancernopokładowy „Yoshino” został zamówiony przez Japonię w brytyjskiej stoczni Armstrong w Elswick (Newcastle upon Tyne) i był typowym przedstawicielem tzw. „elswickich krążowników” – średniej wielkości, lecz szybkich i silnie uzbrojonych w szybkostrzelne działa średniego kalibru. Projekt stanowił rozwinięcie zbudowanego dla Argentyny krążownika „25 de Mayo” („Veinticinco de Mayo”), głównym projektantem był Sir Philip Watts. Po zbudowaniu, „Yoshino” był najszybszym krążownikiem na świecie – na próbach udało się przekroczyć projektową prędkość 23 w i osiągnąć 23,4 w, przy mocy 15 750 indykowanych KM (przy wymuszonym ciągu kotłowni; przy naturalnym ciągu osiągał 21,6 w). Dalszym rozwinięciem typu „Yoshino” był krążownik „Takasago” i dwa krążowniki typu Kasagi. Na bazie „Yoshino” opracowano także krążownik „Tone”. „Yoshino” zamówiony był w ramach budżetu na 1891 rok i klasyfikowany był w Japonii jako krążownik II klasy.

## Opis

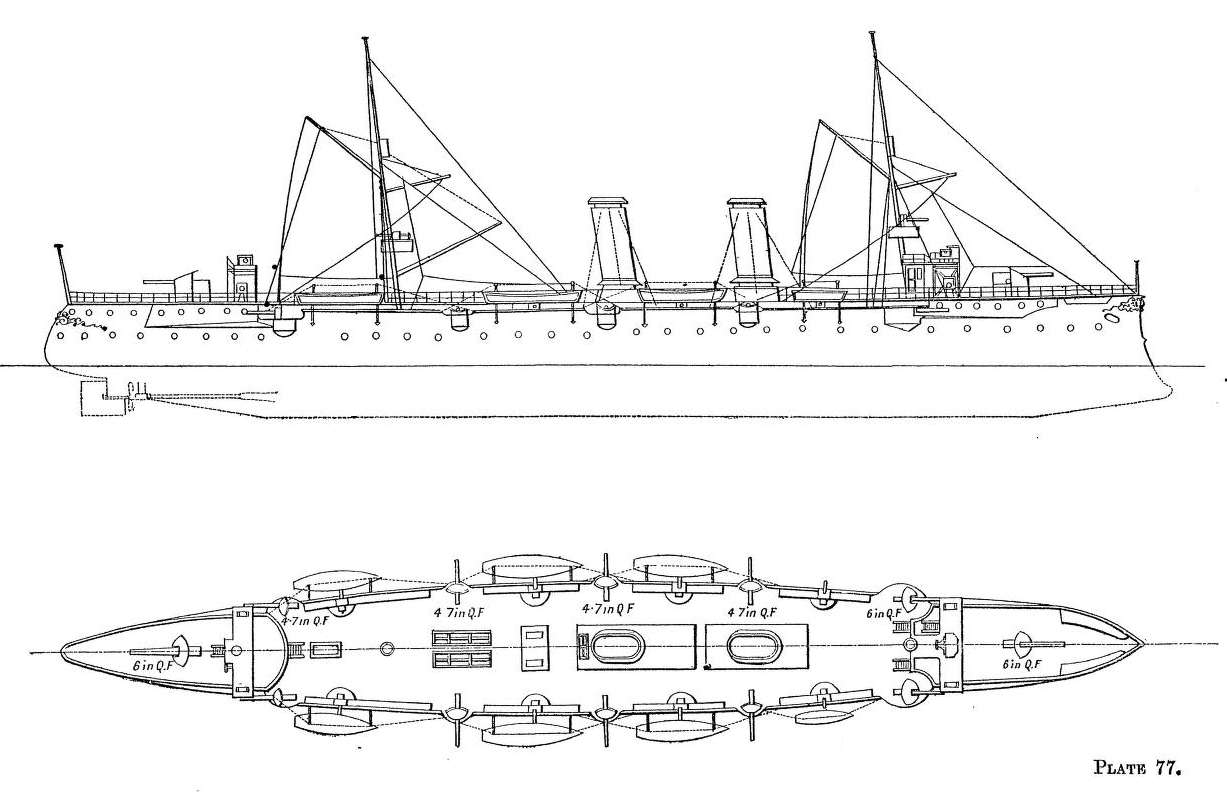
Szkic sylwetki „Yoshino”

Okręt miał typową dla krążowników tego okresu architekturę kadłuba, z podniesionym zarówno pokładem dziobowym, jak i rufowym. Dziób miał formę taranową. Spaliny z kotłów odprowadzane były przed dwa wysokie, pochylone kominy na śródokręciu; sylwetkę uzupełniały dwa pochylone, palowe maszty. Uzbrojenie główne stanowiły 4 szybkostrzelne działa 152 mm i 8 dział 120 mm, w pojedynczych stanowiskach na pokładzie, chronione maskami pancernymi. Dwa działa 152
mm umieszczone były w osi symetrii okrętu, na pokładzie dziobowym i rufowym, z szerokim polem ostrzału, a pozostałe dwa działa 152 mm umieszczone były na sponsonach pokładu górnego, po obu stronach małej nadbudówki dziobowej. Dzięki wcięciu burt, mogły strzelać bezpośrednio do przodu. Działa 120 mm rozmieszczone były także na sponsonach pokładu górnego na śródokręciu i w części rufowej, po 4 na burtę (salwę burtową stanowiły 3 działa 152 mm i 4 – 120 mm). Uzbrojenie uzupełniały aż 22 działa 47 mm oraz 5 nadwodnych wyrzutni torpedowych. Opancerzenie kadłuba ograniczało się do wewnętrznego pokładu pancernego, który miał grubość aż 114 mm (4,5 in) na bocznych skosach i 51 mm w części płaskiej. Opancerzone pancerzem do 114 mm były też maski dział.

## Historia służby

### Wojna japońsko-chińska
„Yoshino” odegrał istotną rolę w wojnie chińsko-japońskiej (1894–1895), w bitwach pod Pungdo, a przede wszystkim u ujścia Jalu 17 września 1894. Był wówczas okrętem flagowym 1. Eskadry kontradmirała Kōzō Tsuboi i jedynym tak szybkim krążownikiem po obu stronach konfliktu. Podczas bitwy u ujścia Jalu poniósł straty 1 zabitego i 11 rannych (jeszcze jeden oficer zmarł potem z ran). Brał też udział w japońskiej inwazji na Tajwan; był jednym z okrętów, które wysadziły desant w Gaoxiongu 13 października 1895, wcześniej ostrzeliwując i zmuszając do milczenia chińskie forty.

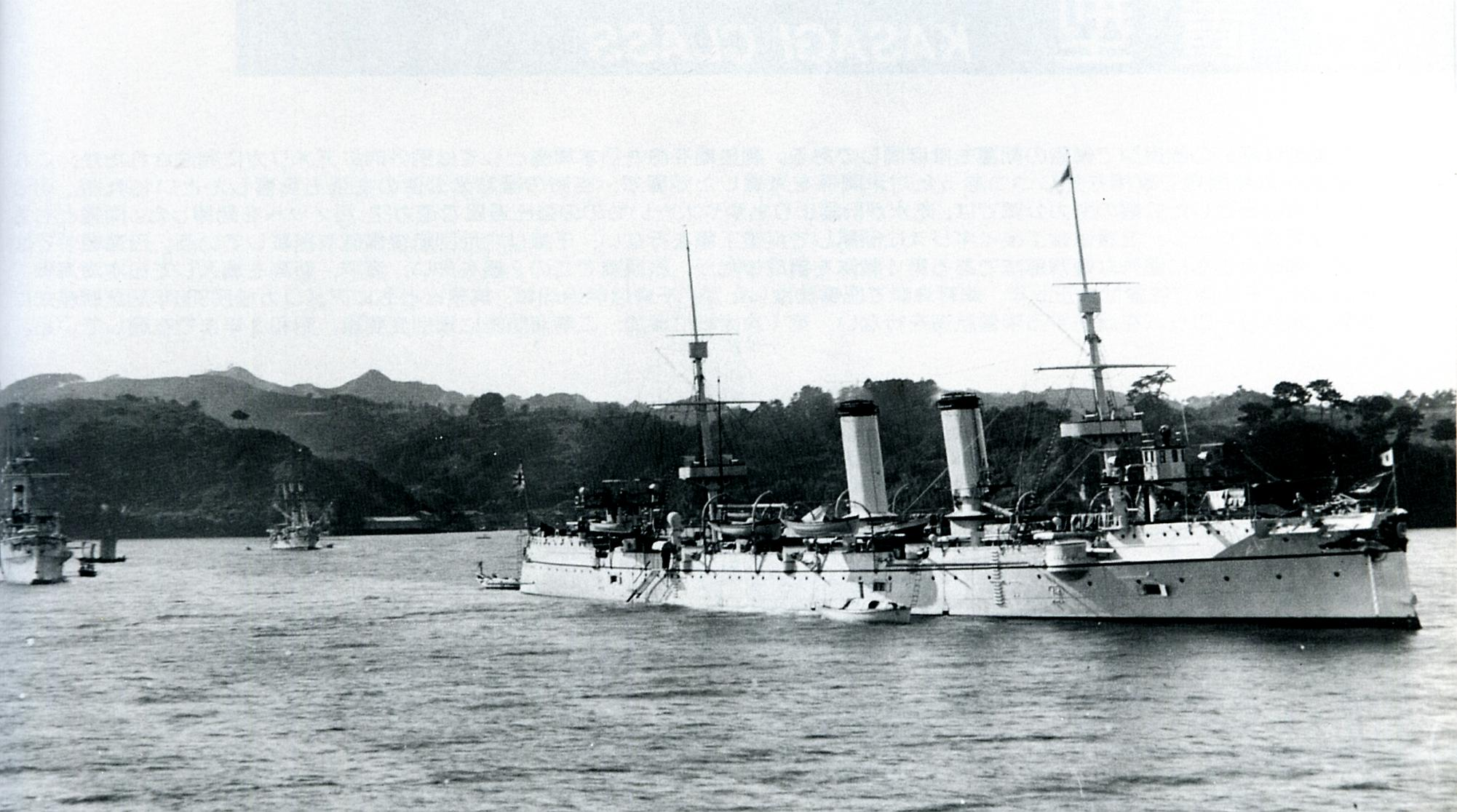
„Yoshino” w Yokosuce, 1896

Następnie „Yoshino” wziął udział w wojnie japońsko-rosyjskiej w 1904. Wchodził wówczas w skład 3. Dywizjonu krążowników 1. Floty, dowodzonego przez kontradmirała Shigetō Dewa; dywizjon ten służył m.in. jako szybki zespół rozpoznawczy floty (oprócz „Yoshino”, zbliżone do niego krążowniki „Takasago”, „Kasagi” i „Chitose”). Brał udział głównie w działaniach pod Port Arturem. 15 maja 1904, w nocy i mgle, gdy siły japońskie powracały spod Port Artur, „Yoshino” został staranowany i zatopiony przez płynący za nim krążownik pancerny „Kasuga” w rejonie półwyspu Szantung, na pozycji 38°07′N 122°33′E/38,116667 122,550000. Uderzony został ok. godziny 3.30 w lewą burtę w rejonie maszynowni. Zginęło 319 ludzi, uratowano tylko 19 (tego dnia flota japońska utraciła też dwa pancerniki na minach).

## Dane techniczne
- wyporność:
  - normalna 4150 ton
- wymiary:
  - długość całkowita: ? m
  - długość między pionami: 109,73 m
  - szerokość: 14,17 m
  - zanurzenie: 5,18 m
- napęd: 2 pionowe maszyny parowe podwójnego rozprężania (compound), 12 cylindrycznych kotłów parowych, moc projektowa 15 000 indykowanych KM, na próbach 15 750 ind. KM, 2 śruby[2]
- prędkość maksymalna: 23,4 w
- zapas paliwa: 400 t węgla, max. 1000 t
- zasięg maks.: 9000 Mm (przy prędkości 10 w)
- załoga: 360[7]

Uzbrojenie:
- 4 działa 152 mm Armstrong EOC(inne języki) QF (w pojedynczych stanowiskach)
  - długość lufy: L/40, kąt podniesienia -5+20°, masa pocisku: 45,4 kg, donośność: 9140 m, szybkostrzelność prakt. ok. 4 strz./min ([8])
- 8 dział 120 mm Armstrong Elswick (w pojedynczych stanowiskach)
  - długość lufy: L/40, kąt podniesienia -3+20°, masa pocisku: 20,4 kg, donośność: 9050 m, szybkostrzelność 5-6 strz./min ([9])
- 22 działa 47 mm Hotchkiss
- 5 nadwodnych wyrzutni torpedowych 356 mm (później 457 mm[10])

Opancerzenie (stal Harveya):
- wewnętrzny pokład pancerny: 114 mm (skosy) – 45 mm (płaska część)[11]
- maski dział: 114 mm[12]
- wieża dowodzenia(inne języki) 102 mm (według niektórych źródeł)[6]